# Genista ramosissima
Genista ramosissima là một loài thực vật có hoa trong họ Đậu. Loài này được (Desf.) Poir. miêu tả khoa học đầu tiên.